# Leen Sanders
Leendert Josua (Leen) Sanders (Rotterdam, 11 juni 1908 - aldaar, 8 april 1992) was een Nederlands bokser. Hij was van 1929 tot 1930 Nederlands kampioen bij de profs in de lichtgewichtklasse en van 1935 tot 1940 in het middengewicht, en overleefde de Holocaust.

## Biografie
Leen Sanders werd in 1908 in Rotterdam geboren als het vierde van de tien kinderen van de Joodse Josua Jacob Sanders en Saartje Grootkerk. Vanaf zijn veertiende kwam hij uit in bokswedstrijden. In 1926 werd hij Nederlands amateurkampioen vedergewicht, in 1928 werd hij professional en in 1929 nationaal kampioen lichtgewicht. Hij vierde onder meer triomfen in Duitsland: in oktober 1928 won hij in Keulen van Jupp Besselmann. In februari 1930 en 1931 bokste hij driemaal tegen olympisch kampioen Bep van Klaveren: Van Klaveren won de eerste wedstrijd na vijftien ronden op punten, de return en de derde wedstrijd bleven onbeslist. Hij werd bokspromotor, eigenaar van een boksschool en werd Nederlands kampioen middengewicht.
In 1932 maakte hij opnieuw een tournee door Duitsland, waar hij werd aangekondigd als de "Joodse sensatie". Hij droeg een Davidster op zijn sportbroek uit trots op zijn afkomst. Vlak voor de Olympische Zomerspelen 1936 weigerde hij wegens het nationaalsocialistische antisemitisme een titelgevecht te houden met Europees kampioen weltergewicht 'Eiserne' Gustav Eder. In februari 1940 verdedigde hij zijn kampioenstitel met succes tegen Luc van Dam.

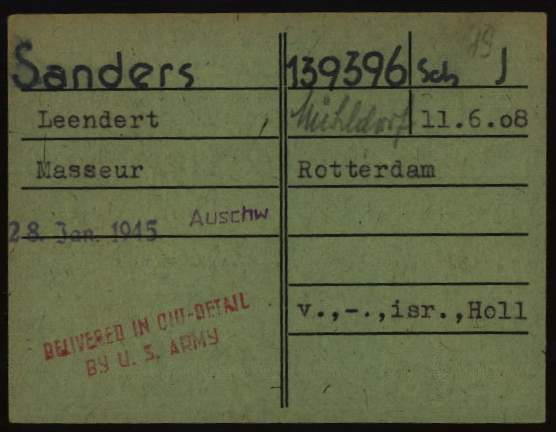
Registatiekaart van Leen Sanders als gevangene van Dachau

Hij trouwde in 1932 met Sellina (Selly) Park en kreeg met haar twee zonen. Bij het bombardement op Rotterdam werd hun huis verwoest en verhuisden zij naar Den Haag. Sanders sloot zich aan bij het verzet, vervalste persoonsbewijzen en verspreidde anti-Duitse pamfletten. Om aan deportatie te ontkomen dook het gezin onder, maar het werd na vier maanden verraden en via Kamp Westerbork gedeporteerd naar Auschwitz-Birkenau. Zijn vrouw en beide zoons werden in 1943 in de gaskamer vermoord.
Sanders werd herkend door een boksende SS'er, die hem een van de beste baantjes in het kamp bezorgde als Stubendienst. Op zondag moest hij boksen, op andere dagen werkte hij in de keuken, distribueerde het eten, verdeelde de bedden en was verantwoordelijk voor het onderhoud van de barak. Dit stelde hem in staat andere Nederlandse gevangenen te helpen met extra voedsel en kleding. Een van hen was Bill Minco, die in zijn memoires  Koude Voeten schrijft dat hij zijn overleven voor een groot deel aan Sanders te danken had. Ook Louis de Wijze schrijft in  Ontsnapping uit de dodenmars vol dankbaarheid over hem.
In februari 1943 nam Sanders deel aan de bokswedstrijd om het kampioenschap Auschwitz alle gewichten. Hij versloeg zijn tegenstander, de Poolse soldaat Tadeusz ‘Teddy’ Pietrzykowski (ook een gevangene), die tot dan toe alle bokswedstrijden had gewonnen en ook nadien nooit een nederlaag leed. Teddy was tweede van Polen in het bantamgewicht en kampioen van Warschau.
Bij de ontruiming van Auschwitz werd Sanders op dodenmars naar Groß-Rosen gestuurd en daarvandaan per veewagen naar Dachau. Eind april 1945 werd hij door de Amerikanen bevrijd.
Terug in Rotterdam werd hem duidelijk dat behalve zijn vrouw en kinderen ook zeven van zijn broers en zussen en zijn ouders vermoord waren. Hij hertrouwde in 1946 met Henriëtte van Creveld en vertrok met haar naar Aruba, waar zij een zoon kregen. In 1954 verhuisden zij naar Culver City aan de Zuid-Californische kust en in 1985 keerden zij terug naar Rotterdam. Daar overleed Leen Sanders in 1992 op 83-jarige leeftijd.
Een groep voormalige Geuzen zette zich na de oorlog in voor een verzetspensioen voor Sanders. Dit kreeg hij echter niet, omdat hij intussen de Amerikaanse nationaliteit had aangenomen. De voorzitter van de Nederlandse boksbond noemde hem tijdens de 4-meiherdenking van 2018 een oorlogsheld.

## Familie
Leen Sanders is een oom van schrijver Josua Ossendrijver.